# Сподній Лог (Літія)
Сподній Лог (словен. Spodnji Log) — поселення в общині Літія, Осреднєсловенський регіон, Словенія. Висота над рівнем моря: 232,3 м.